# ロジャー・チャップマン
ロジャー・チャップマン（Roger Chapman、1942年4月8日 - ）は、「チャッポ」の愛称でも知られる、イングランド・レスター生まれのロック・ボーカリストである。
1966年にチャーリー・ホイットニーと一緒に加わったプログレッシブ・ロック・バンド、ファミリーのメンバーとしてよく知られており、1974年にはロックとR&Bのバンド、ストリートウォーカーズを結成している。演奏時のショーマンシップとボーカル・ビブラートという一風変わった才能が、彼をブリティッシュ・ロック・シーンのカルトな存在へと導いた。チャップマンは、リトル・リチャードや、彼のアイドルであるレイ・チャールズのように歌おうとしていると言ったとされている。1980年代初頭以来、ドイツで多くの時間を過ごし、時折、ドイツや他の地域で演奏している。
ドイツでは、1980年代にアーティスト・オブ・ザ・イヤー賞を受賞し、2004年には生涯功労賞を受賞した。

## 略歴
チャップマンはもともと1964年8月にシングル「You'd Better Stop」 (裏面「I Like It Like That」)をリリースしたファリナス (Farinas)のボーカリストであった（しかし、そのシングルのリード・ボーカルはジム・キングによって歌われた）。彼はロアリング・シックスティーズ (The Roaring Sixties)に参加し、その後、1966年にバンドはファミリーと改名された。1967年にサイケデリックでクラシックのようなファースト・シングル「Scene Through The Eye of a Lens」がリリースされた。チャップマンはチャーリー・ホイットニーと一緒にファミリーの歌のほとんどを書き上げ、彼らのデビュー・アルバムとなる『ミュージック・イン・ア・ドールズハウス』が1968年にリリースされた。彼らのブルージーで実験的なロック・ミュージックは、プログレッシブなアンダーグラウンド・バンドとしての評判へとつながっていった。

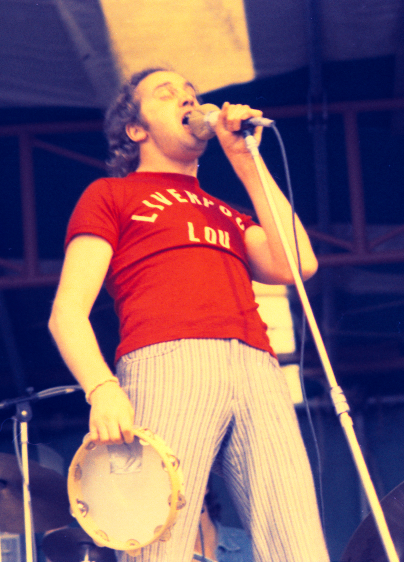
ロジャー・チャップマン (1974年)

『エンタテインメント』（1969年）、『ア・ソング・フォー・ミー』（1970年）、『エニイウェイ』（1970年）という各アルバムのリリースにより、ファミリーは、当時の英国アンダーグラウンド・ミュージック・シーンにおいて、最も強烈なアコースティック・ミュージックを制作することもできる、高速で騒々しいロック・バンドとしての地位が確立されていった。アルバム『エンタテインメント』からのシングル「The Weaver's Answer」は1969年にヒット曲となった。1970年8月28日には、第3回ワイト島フェスティバルに出演している。バンドはイギリスとヨーロッパでは人気があったが、アメリカでの成功を得ることができず、1973年に解散した。
チャップマンは1973年後半にホイットニーと「チャップマン＝ホイットニー」を結成した。彼らはヴァーティゴ・レーベルと契約し、アルバム『ストリートウォーカーズ』（1974年）をレコーディングした。ラインナップには、ファミリーの他のメンバーや元キング・クリムゾンの在籍メンバー、そして今はアイアン・メイデンで活躍するニコ・マクブレインらが含まれた。チャップマンとホイットニーは彼らのバンドを、アルバム名を冠したストリートウォーカーズへと昇華させた。彼らは、ファミリーよりもホワイト・ソウルに寄せて洗練されたAORバンドであった。アルバム『ダウンタウン・フライヤーズ』（1975年）をリリースした後、1976年にイギリスでリリースされることとなる、音楽ファンや音楽プレスからリスペクトを受け続けている、グルーヴの重さが魅力のアルバム『Red Card』（1976年）をレコーディングするために動き続けた。1977年にバンドが解散するまでに、さらに2枚のアルバムが続いたが、ホイットニーとチャップマンの音楽におけるパートナーシップの11年は終焉を迎えた。
1979年、チャップマンはソロ活動を開始し、最初のソロ・アルバム『Chappo』を録音した。彼のバッキング・バンドはこの時点でザ・ショートリスト (The Shortlist)として知られるようになり、ヨーロッパを広範囲にわたってツアーした。マイク・オールドフィールドのアルバム『クライシス』（1983年）の収録曲「Shadow on the Wall」は、ボーカルにチャップマンをフィーチャーして大ヒットした。また、ボックス・オブ・フロッグスのセカンド・アルバム『ストレンジ・ランド』（1986年）に、2曲でリード・ボーカルを歌うゲスト・アーティストとして参加している。チャップマンは、アルバム『Walking the Cat』（1989年）と『Hybrid and Low Down』（1990年）をレコーディングした。
それ以来、チャップマンは新作やライブ・レコーディングのアルバムを11枚リリースしてきている。彼のアルバム『Hide Go Seek』（2009年）は、元ファミリーのベーシストであったジム・クリーガンによってプロデュースされ、2009年5月にリリースされた。2010年8月21日土曜日に行われたリズム・フェスティバルへの出演は、「ロジャー・チャップマン & ザ・ショートリストからのフェアウェル公演」としてチケット販売された。

## ディスコグラフィ

### ストリートウォーカーズ

#### アルバム
- 『ストリートウォーカーズ』 - Streetwalkers (1974年) ※チャップマン＝ホイットニー名義。『First Cut』として再発あり
- 『ダウンタウン・フライヤーズ』 - Downtown Flyers (1975年)
- Red Card (1976年)
- Vicious But Fair (1977年)
- Streetwalkers Live (1977年) ※ライブ
- Best of Streetwalkers (1990年) ※コンピレーション
- BBC Radio One Live (1995年) ※ライブ

#### シングル
- "Roxianna" b/w "The Crack" (1974年) ※Chapman Whitney Streetwalkers名義
- "Raingame" b/w "Miller" (1975年)
- "Daddy Rolling Stone" b/w "Hole in Your Pocket" (1976年)
- "Chilli Con Carne" b/w "But You're Beautiful" (1977年)

### ソロ

#### アルバム
- Chappo (1979年)
- 『ライヴ・イン・ハンブルク』 - Live in Hamburg (1979年) ※ライブ
- Mail Order Magic (1980年)
- Hyenas Only Laugh For Fun (1981年)
- The Riffburglar Album (Funny Cider Sessions) (1982年)
- He Was... She Was... You Was... We Was... (1982年) ※ライブ
- Swag (1983年) ※The Riffburglars名義
- Mango Crazy (1983年)
- The Shadow Knows (1984年)
- Zipper (1986年)
- Techno Prisoners (1987年)
- Live in Berlin (1989年) ※ライブ
- Walking The Cat (1989年)
- Strong Songs – The Best Of ... (1990年) ※コンピレーション
- Hybrid and Lowdown (1990年)
- Kick It Back (1990年) ※UKコンピレーション
- Under No Obligation (1992年)
- King of the Shouters (1994年)
- Kiss My Soul (1996年)
- 『ア・ターン・アンストーンド?』 - A Turn Unstoned? (1998年)
- Anthology 1979–98 (1998年) ※コンピレーション
- In My Own Time (1999年) ※ライブ
- Rollin' & Tumblin (2001年) ※ライブ
- Chappo-The Loft Tapes, Volume 1: Manchester University 10.3.1979 (2006年)
- Chappo-The Loft Tapes, Volume 2: Rostock 1983 (2006年)
- Chappo-The Loft Tapes, Volume 3: London Dingwalls (2006年)
- Chappo-The Loft Tapes, Volume 4: Live at Unca Po's Hamburg 5.3.1982 (2006年)
- One More Time For Peace (2007年)
- Hide Go Seek (2009年)
- Maybe the last time (2012年) ※ライブ
- Life in the Pond (2021年)

#### シングル
- "Imbecile" (1979年) ※マイク・バット with ロジャー・チャップマン。アルバム『Tarot Suite』から
- "Shadow on the Wall" (1983年) ※マイク・オールドフィールド with ロジャー・チャップマン
- "How How How" (1984年)

## DVD
- At Rockpalast (2004年、Wienerworld)
- Family & Friends (2003年、Angel Air)